# 汉语拼音输入法

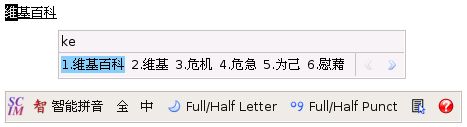
SCIM的「智能拼音」

汉语拼音输入法是利用汉语拼音來输入汉字的中文输入法。拼音输入法有几种输入方式，包括全拼和双拼，目前電腦相關的操作系统都至少內建一种汉语拼音输入法，如内建于的智能ABC和微软拼音。